# Даннеманн, Моника
Моника Шарлотта Даннеманн (нем. Monika Charlotte Dannemann; 24 июня 1945 – 5 апреля 1996) — немецкая фигуристка и художница. Была последней подругой гитариста Джими Хендрикса, а позже женой гитариста Scorpions Ули Джона Рота.

## Фигурное катание
В 1965 году участвовала в Чемпионате Германии по фигурному катанию, представляя клуб Düsseldorfer EG.

## Романтические отношения с Джими Хендриксом
См. также статью Смерть Джими Хендрикса в английском разделе.
Впервые Даннеманн встретила Хендрикса 12 января 1969 года в Дюссельдорфе, после того как её пригласили на его концерт. Ту ночь и часть следующего дня она провела с ним, сопровождая его на следующем концерте в Кёльне; после чего вернулась в Дюссельдорф. Последнюю ночь тура Джими провёл с моделью Уши Обермайер, с которой его на следующее утро засняли за поцелуями и обниманиями возле отеля Kempinski. 25 марта 1969 года он написал Даннеманн, пригласив её навестить его в Нью-Йорке. Даннеманн утверждает, что в следующий раз она увидела Хендрикса, когда приехала в Лондон 25 апреля 1969 года в надежде встретить его снова, где столкнулась с ним в Speakeasy Club. Также по её словам они провели некоторое время вместе в течение следующих девяти дней, тем не менее она провела с ним только одну ночь.
После европейского турне в сентябре 1970 года Хендрикс начал отношения с датской моделью Кирстен Нефер (в то время, когда они были помолвлены, о чём сообщали в датской прессе). После того, как Нефер покинула Лондон из-за работы, он снова встретился с Даннеманн 15 сентября и провёл следующие четыре ночи в её квартире в отеле «Самарканд», в Ноттинг Хилл Гейт, где и умер.
Вечером 17 сентября Хендрикс принял по крайней мере одну таблетку амфетамина (известного как «чёрный бомбардировщик») на вечеринке, где некоторое время оставался. Позже, в квартире Даннеманн, Хендрикс взял девять из её снотворных таблеток Весперакс; Хендрикс официально был объявлен умершим в больнице St. Mary Abotts в 12:45. Причиной смерти стало удушье вследствие аспирации рвоты из-за передозировки барбитуратами.

После смерти Хендрикса Моника дала много интервью в своём доме в Сифорде, в графстве Суссекс. Посетила семью Хендрикса в Сиэтле. В статье в The Independent автор Мэри Брэйд пишет:
Она всегда утверждала, несмотря на доказательства обратного, что у неё были 18-месячные отношения и помолвка с Хендриксом.

## Последующие годы
В 1976 году познакомилась с немецким рок-гитаристом Scorpions Ули Джоном Ротом, с которым сотрудничала над несколькими песнями, дизайном обложек альбомов и художественными работами. Прожила с ним семнадцать лет вплоть до 1993 года. В частности Рот написал предисловие к книге Даннеманн о своём опыте жизни и работой с Хендриксом под названием The Inner World of Jimi Hendrix (с англ. — «Внутренний мир Джими Хендрикса») (1995).
В возрасте 50 лет в 1996 году Моника Даннеманн была найдена мертвой в своей машине в Сифорде, Восточный Суссекс, после проигрыша судебного процесса против другой бывшей подруги Джими Хендрикса, Кэти Этчингем. Это случилось через два дня после того, как Даннеманн была признана виновной в неподчинении суду и клевете. Её смерть была классифицирована как самоубийство. Рот посвятил ей свое оркестровое произведение «Реквием по ангелу» (1996—1998).

## Книга
- Dannemann, Monika. The Inner World of Jimi Hendrix. — St. Martin's Press, 1995. — ISBN 0-312-13738-9.